# Jesus Gonzalez Reyes
Jesus Gonzalez Reyes (11 marzo 2004) è un tuffatore venezuelano.

## Biografia
Ha esordito a livello internazionale ai Giochi panamericani di Lima 2019, all'età di quindici anni, gareggiando dalla piattaforma 10 metri individuale e sincro. Nel concorso individuale si classificato sedicesimo, mentre nel sincro, con il connazionale Óscar Ariza, è giunto settimo.

## Palmarès
| Anno | Manifestazione     | Sede | Evento          | Risultato | Prestazione | Note |
| ---- | ------------------ | ---- | --------------- | --------- | ----------- | ---- |
| 2019 | Giochi panamercani | Lima | Piattaforma 10m | 14º P     | 332,20 p.   |      |
| 2019 | Giochi panamercani | Lima | Sincro 10m      | 7º        | 322,98 p.   |      |